# Вальсекки, Сильвия
Сильвия Вальсекки (итал. Silvia Valsecchi, род. 19 июля 1982, Лекко, Ломбардия) — итальянская профессиональная велогонщица. Двукратная чемпионка Европы в командной гонке преследования в 2016 и 2017 годах и двукратная чемпионка Италии в индивидуальной гонке в 2006 и 2015 годах. С 2002 по 2021 годы (за исключением 2011 года) она выступала за команды под управлением Вальтера Дзини.
Она ушла из велоспорта в конце сезона 2021 года.

## Карьера

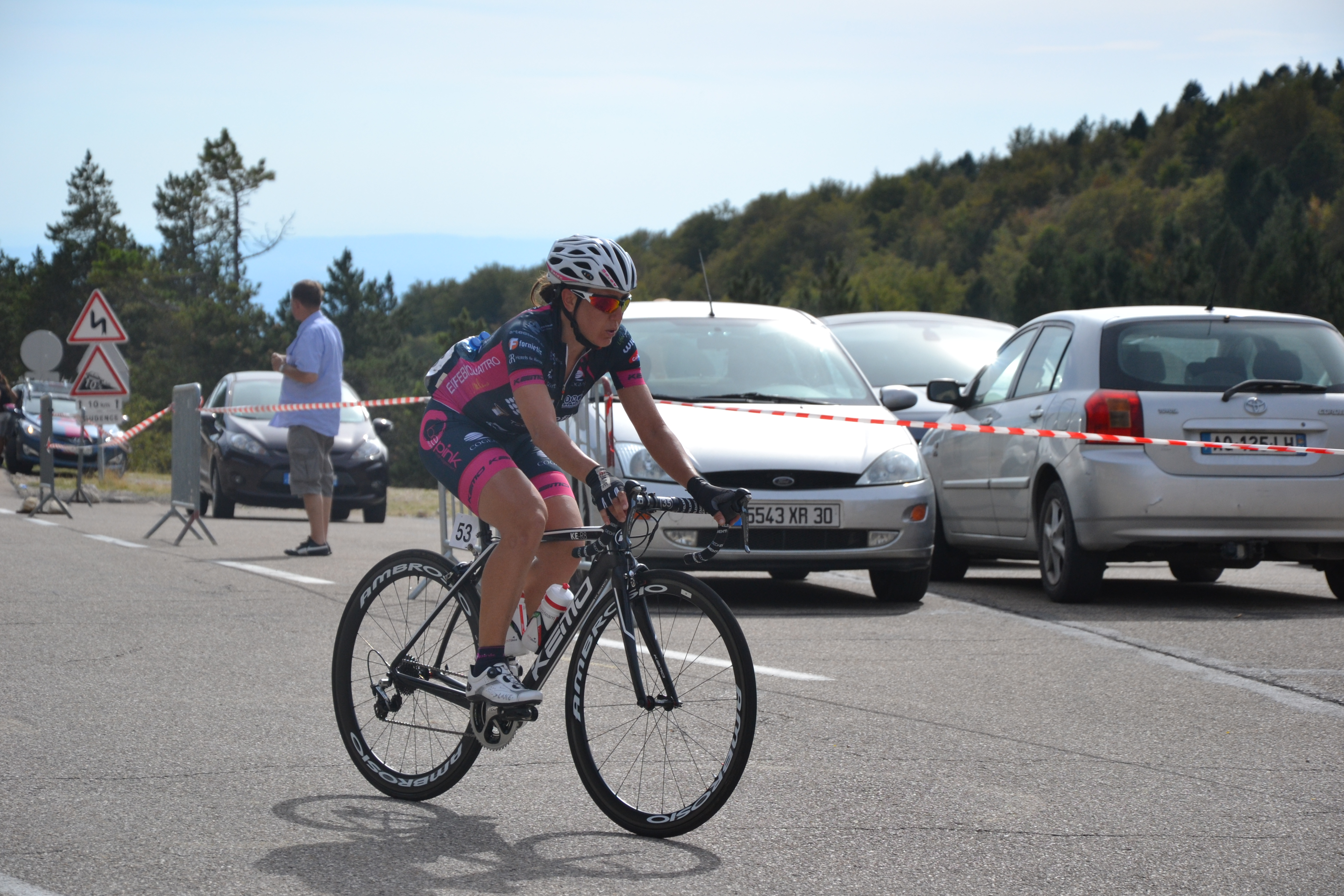
Сильвия Вальсекки на Туре Ардеш 2016

Сильвия Вальсекки выступала на международном уровне с 2003 года. В 2006 году она впервые стала чемпионкой Италии в индивидуальной гонке, и этот успех ей удалось повторить в 2015 году. Она также стала чемпионкой страны в различных дисциплинах на треке — в индивидуальной гонке преследования в 2006, 2008, 2011, 2014 и 2015 годах, в командной гонке преследования в 2011 году и в скрэтче в 2012 и 2015 годах. Она финишировала второй в 2010 и 2011 годах и третьей в 2005, 2007, 2008, 2009, 2013, 2016 и 2017 годах.
Среди результатов на шоссе — третье место на чемпионате Италии по шоссейному велоспорту 2011 года и в генеральной классификации Тура Лимузена 2006 года, победа на этапе Вуэльты Сальвадора 2012 года.
В 2014 году команда Bepink с Вальсекки заняла третье место в командной гонке на чемпионате мира по шоссейным велогонкам.
В 2016 году Вальсекки приняла участие в командной гонке преследования на Олимпийских играх в Рио-де-Жанейро. Вместе с Беатрис Бартеллони, Симоной Фраппорти, Татьяной Гудерцо и Франческой Паттаро она заняла шестое место. Позже в том же году итальянская команда в составе Вальсекки, Элизы Бальзамо, Паттаро, Гудерзо и Фраппорти стала чемпионом Европы в командной гонке преследования.
В 2017 году Сильвия Вальсекки выиграла командную гонку преследования на Кубке мира в Прушкове.
На чемпионате мира по трековому велоспорту 2018 года в Апелдорне итальянская женская четвёрка в составе Вальсекки, Летиции Патерностер, Татьяны Гудерцо и Элизы Бальзамо завоевала бронзовую медаль в командной гонке преследования. На чемпионате Европы в том же году команда завоевала серебряную медаль в той же дисциплине.
На шоссе она заняла третье место в смешанной эстафете на чемпионате Европы по шоссейному велоспорту 2019 года вместе с Витторией Гуаццини, Элизой Лонго Боргини, Эдоардо Аффини, Давиде Мартинелли и Мануэле Боаро.
На чемпионате Европы по трековому велоспорту 2020 года она завоевала бронзу в индивидуальной гонке преследования.
Сильвия Вальсекки завершила свою активную велосипедную карьеру в конце сезона 2021 года.

## Достижения

### Шоссе
2005
3-я на Чемпионате Италии — индивидуальная гонка
2006
 Чемпионат Италии — индивидуальная гонка
3-я на Туре Лимузена
2007
3-я на Чемпионате Италии — индивидуальная гонка
2008
3-я на Чемпионате Италии — индивидуальная гонка
2009
3-я на Чемпионате Италии — индивидуальная гонка
2010
2-я на Чемпионате Италии — индивидуальная гонка
2011
2-я на Чемпионате Италии — индивидуальная гонка
3-я на Чемпионате Италии — групповая гонка
2012
5-й этап Вуэльты Сальвадора
2-я на Чемпионате Италии — групповая гонка
2013
2-й этап Вуэльты Сальвадора
Гран-при Сальвадора
2014
 Бронзовый медалист Чемпионата мира — командная гонка
2015
 Чемпионат Италии — индивидуальная гонка
2016
2-й этап Тура Бретани
3-я на Чемпионате Италии — индивидуальная гонка
2017
1-й этап Setmana Ciclista Valenciana
Этап 3b Тура Ардеш
3-я на Чемпионате Италии — индивидуальная гонка
2019
3-я на Чемпионате Европы — смешанная эстафета

#### Статистика выступления наГранд-турах
| Гонка / Год          | 2002           | 2003           | 2004           | 2005           | 2006           | 2007           | 2008           | 2009           | 2010           | 2011           | 2012           | 2013           | 2014           | 2015           | 2016           | 2017           | 2018           | 2019           | 2020           | 2021           |
| -------------------- | -------------- | -------------- | -------------- | -------------- | -------------- | -------------- | -------------- | -------------- | -------------- | -------------- | -------------- | -------------- | -------------- | -------------- | -------------- | -------------- | -------------- | -------------- | -------------- | -------------- |
| Рут де Франс феминин | не проводилась | не проводилась | не проводилась | не проводилась | 45             | —              | —              | DNF            | —              | —              | 25             | —              | DNF            | 31             | —              | не проводилась | не проводилась | не проводилась | не проводилась | не проводилась |
| Тур де л'Од феминин  | —              | —              | —              | —              | —              | 59             | 79             | 56             | —              | не проводилась | не проводилась | не проводилась | не проводилась | не проводилась | не проводилась | не проводилась | не проводилась | не проводилась | не проводилась | не проводилась |
| Джиро д’Италия Донне | 58             | 69             | —              | 75             | 60             | 23             | 90             | 35             | 45             | 61             | 73             | 65             | 108            | 28             | 71             | 72             | 96             | 95             | 63             | DNF            |
| Ла Вуэльта Фамм      | не проводилась | не проводилась | не проводилась | не проводилась | не проводилась | не проводилась | не проводилась | не проводилась | не проводилась | не проводилась | не проводилась | не проводилась | не проводилась | не проводилась | не проводилась | не проводилась | не проводилась | не проводилась | 26             | 111            |

### Трек

#### Олимпийские игры
Рио 2016
6-я на командной гонке преследования

#### Чемпионаты мира
Сэн-Кентен-эн-Ивелин 2015
8-я на командной гонке преследования
17-я на индивидуальной гонке преследования
Лондон 2016
6-я на командной гонке преследования
Гонконг 2017
4-я на командной гонке преследования
8-я на индивидуальной гонке преследования
Апелдорн 2018
 Бронзовая медаль на командной гонке преследования
8-я на индивидуальной гонке преследования
Прушков 2019
12-я на индивидуальной гонке преследования

#### Кубки мира
2016—2017
2-я на командной гонке преследования в Кали
2017—2018
1-я на командной гонке преследования в Прушкове (с Татьяной Гудерцо, Франческой Паттаро и Элизой Бальзамо)
2-я на командной гонке преследования в Манчестере
2-я на командной гонке преследования в Сантьяго
2018—2019
2-я на командной гонке преследования в Милтоне
3-я на командной гонке преследования в Сэн-Кентен-эн-Ивелине
3-я на командной гонке преследования в Лондоне
2019—2020
3-я на командной гонке преследования в Глазго

#### Чемпионаты Европы
Бе-Мао 2014
8-я на индивидуальной гонке преследования
 Бронзовая медаль на командной гонке преследования
Сэн-Кентен-эн-Ивелин 2016
 Золотая медаль на командной гонке преследования (с Бальзамо, Гудерцо, Фраппорти и Паттаро)
Берлин 2017
 Бронзовая медаль на индивидуальной гонке преследования
 Золотая медаль на командной гонке преследования (с Бальзамо, Гудерцо и Патерностер)
Глазго 2018
 Серебряная медаль на командной гонке преследования
Пловдив 2020
 Бронзовая медаль на индивидуальной гонке преследования

#### Чемпионаты Италии
Чемпионка Италии — индивидуальная гонка преследования (2006, 2008, 2011, 2014)
Чемпионка Италии — командная гонка преследования (2011)
Чемпионка Италии — командный спринт (2013)
Чемпионка Италии — скрэтч (2012, 2014)

### Рейтинги
| Год                 | 2009  | 2010  | 2011  | 2012  | 2013 | 2014  | 2015  | 2016  | 2017  | 2018  | 2019  | 2020  | 2021  |
| ------------------- | ----- | ----- | ----- | ----- | ---- | ----- | ----- | ----- | ----- | ----- | ----- | ----- | ----- |
| Мировой рейтинг UCI | 237-й | 246-й | 117-й | 104-й | 69-й | 528-й | 185-й | 203-й | 183-й | 384-й | 609-й | 407-й | 867-й |
| Мировой тур UCI     |       |       |       |       |      |       |       | 116-й | 144-й | 264-й | -     | 116-й | -     |
|                     |       |       |       |       |      |       |       |       |       |       |       |       |       |
| Источник: UCI       |       |       |       |       |      |       |       |       |       |       |       |       |       |